# 무릎관절근
무릎관절근(articularis genus muscle, subcrureus muscle) 또는 슬관절근은 무릎 바로 위의 넓적다리 앞쪽에 위치한 작은 골격근이다.

## 구조
무릎관절근은 중간넓은근(vastus intermedius muscle)보다 깊은쪽에 위치한 넙다리뼈의 아래쪽 몸통 앞면에서 일어난다. 이 이는곳은 무릎에 가깝고, 중간넓은근의 깊은 섬유이기도 하다.
닿는곳은 무릎관절의 윤활막(synovial membrane)과 무릎위주머니이다.

### 혈액 공급
혈액은 가쪽넙다리휘돌이동맥(lateral femoral circumflex artery)에 의해 공급된다.

### 신경 지배
넙다리신경(femoral nerve, L2-L4)의 가지들이 무릎관절근에 분포한다.

### 변이
무릎관절근은 평평하고 가늘며 모양이 매우 가변적이다. 여러 개의 분리된 근육 다발로 구성되기도 하며, 따로 가지고 있는 구별되는 근막은 없다. 너비는 1.5-3cm이다.
일반적으로는 중간넓은근과 구별되지만 때때로 섞인 채로 존재한다.

## 기능
무릎관절근은 무릎을 펴는 동안 무릎위주머니(suprapatellar bursa)를 당겨 무릎뼈와 넙다리뼈 사이의 윤활막이 충돌하는 것을 방지한다.

## 참고 문헌
이 문서는 현재 퍼블릭 도메인에 속하는 그레이 해부학 제20판(1918) page 471의 내용을 기초로 작성된 글이 포함되어 있습니다.
1. ↑  Toldt, C.; Dalla, R. A.; Paul, E. (1903). “606. Adductor magnus muscle. Obturator externus muscle. Subcrureus muscle”. 《Creighton University》. 2021년 2월 23일에 확인함.
2. 1 2 3 4 5 6  “Thigh to Foot Musculature”. PT Central. 2010년 7월 15일에 원본 문서에서 보존된 문서. 2010년 8월 17일에 확인함.
3. 1 2  Agur, A. M. R.; Dalley, Arthur F. (2009). 《Grant's atlas of anatomy》. Lippincott Williams & Wilkins. 414쪽. ISBN 9780781770552. 2010년 8월 17일에 확인함.
4. 1 2  B Reider; JL Marshall; B Koslin; B Ring; FG Girgis (1981). “The anterior aspect of the knee joint” (PDF). 《The Journal of Bone and Joint Surgery. American Volume》 (J Bone Joint Surg Am. 1981;63:351-356.) 63 (3): 351–6. doi:10.2106/00004623-198163030-00004. PMID 7204430. 2020년 5월 26일에 원본 문서 (PDF)에서 보존된 문서. 2010년 8월 17일에 확인함.
5. 1 2  Gray, Henry (1918). “The Muscles and Fasciæ of the Thigh”. Yahoo Education. 2009년 12월 22일에 원본 문서에서 보존된 문서. 2010년 8월 17일에 확인함.